# Herbert Waas
Herbert Waas (Passavia, 8 settembre 1963) è un ex calciatore tedesco, di ruolo attaccante.

## Carriera
Esordì nella Bundesliga con il Monaco 1860 nel 1981-1982 per poi passare al Bayer Leverkusen, club dove rimase per otto anni dando un contributo alla vittoria nella Coppa UEFA 1987-1988, ottenuta battendo in finale l'Espanyol. Nel suo curriculum anche 11 gare con la Nazionale tedesca con una rete all'attivo.
Nel 1989 approdò in Italia per indossare la maglia rossoblù del Bologna. Nella prima stagione disputò 20 partite segnando 4 gol. L'anno successivo la squadra ottenne la retrocessione nonostante il cambio di panchina che portò Radice a sostituire Scoglio dopo sette giornate di campionato.
Tornato in Germania, Waas venne acquistato dall'Amburgo, rimanendovi solo per un anno. Passò poi allo Zurigo, con il quale giocò per due stagioni. Chiuse la carriera professionistica in patria con la Dinamo Dresda nel 1994-1995.

## Statistiche

### Cronologia presenze e reti in nazionale
| Cronologia completa delle presenze e delle reti in nazionale ― Germania Ovest | Cronologia completa delle presenze e delle reti in nazionale ― Germania Ovest | Cronologia completa delle presenze e delle reti in nazionale ― Germania Ovest | Cronologia completa delle presenze e delle reti in nazionale ― Germania Ovest | Cronologia completa delle presenze e delle reti in nazionale ― Germania Ovest | Cronologia completa delle presenze e delle reti in nazionale ― Germania Ovest | Cronologia completa delle presenze e delle reti in nazionale ― Germania Ovest | Cronologia completa delle presenze e delle reti in nazionale ― Germania Ovest |
| Data                                                                          | Città                                                                         | In casa                                                                       | Risultato                                                                     | Ospiti                                                                        | Competizione                                                                  | Reti                                                                          | Note                                                                          |
| ----------------------------------------------------------------------------- | ----------------------------------------------------------------------------- | ----------------------------------------------------------------------------- | ----------------------------------------------------------------------------- | ----------------------------------------------------------------------------- | ----------------------------------------------------------------------------- | ----------------------------------------------------------------------------- | ----------------------------------------------------------------------------- |
| 7-6-1983                                                                      | Lussemburgo                                                                   | Germania Ovest                                                                | 4 – 2                                                                         | Jugoslavia                                                                    | Amichevole                                                                    | -                                                                             | 67’                                                                           |
| 7-9-1983                                                                      | Budapest                                                                      | Ungheria                                                                      | 1 – 1                                                                         | Germania Ovest                                                                | Amichevole                                                                    | -                                                                             | 65’                                                                           |
| 5-10-1983                                                                     | Gelsenkirchen                                                                 | Germania Ovest                                                                | 3 – 0                                                                         | Austria                                                                       | Qual. Euro 1984                                                               | -                                                                             | 73’                                                                           |
| 16-11-1983                                                                    | Amburgo                                                                       | Germania Ovest                                                                | 0 – 1                                                                         | Irlanda del Nord                                                              | Qual. Euro 1984                                                               | -                                                                             |                                                                               |
| 20-11-1983                                                                    | Saarbrücken                                                                   | Germania Ovest                                                                | 2 – 1                                                                         | Albania                                                                       | Qual. Euro 1984                                                               | -                                                                             | 68’                                                                           |
| 12-6-1985                                                                     | Città del Messico                                                             | Germania Ovest                                                                | 0 – 3                                                                         | Inghilterra                                                                   | Amichevole                                                                    | -                                                                             | 73’                                                                           |
| 24-9-1986                                                                     | Copenaghen                                                                    | Danimarca                                                                     | 0 – 2                                                                         | Germania Ovest                                                                | Amichevole                                                                    | -                                                                             | 83’                                                                           |
| 15-10-1986                                                                    | Hannover                                                                      | Germania Ovest                                                                | 2 – 2                                                                         | Spagna                                                                        | Amichevole                                                                    | 1                                                                             | 70’                                                                           |
| 29-10-1986                                                                    | Vienna                                                                        | Austria                                                                       | 4 – 1                                                                         | Germania Ovest                                                                | Amichevole                                                                    | -                                                                             |                                                                               |
| 25-3-1987                                                                     | Tel Aviv                                                                      | Israele                                                                       | 0 – 2                                                                         | Germania Ovest                                                                | Amichevole                                                                    | -                                                                             |                                                                               |
| 21-9-1988                                                                     | Düsseldorf                                                                    | Germania Ovest                                                                | 1 – 0                                                                         | Unione Sovietica                                                              | Amichevole                                                                    | -                                                                             |                                                                               |
| Totale                                                                        |                                                                               | Presenze                                                                      | 11                                                                            |                                                                               | Reti                                                                          | 1                                                                             |                                                                               |

## Palmarès

### Club
- Coppa UEFA: 1

Bayer Leverkusen: 1987-1988